# シヤ・コリシ
シヤ・コリシ（Siya Kolisi、1991年6月16日 - ）は、ユナイテッド・ラグビー・チャンピオンシップ（URC）のシャークスに在籍する、南アフリカ共和国出身のラグビーユニオン選手。

## プロフィール
出典
- 南アフリカ共和国、東ケープ州ポート・エリザベス出身[2]。
- ポジションはフランカー(FL)、 ナンバーエイト(No.8)。
- 身長 188cm、体重 105kg
- 2015W杯・2019W杯・2023W杯の南アフリカ代表に選ばれた[3]。
- 南アフリカ共和国代表として、黒人初のキャプテンを務める[4]。50キャップ目はワールドカップ2019決勝戦[5]。
- バーバリアンズに選ばれたことがある[6]。

## 経歴
2010年と2011年に、南アフリカU20代表としてIRBジュニア世界選手権に出場。
ウェスタン・プロヴィンスを経て、2012年に当時スーパーラグビーに加盟していたストーマーズに所属。
2013年6月15日、スコットランド代表戦で初capを獲得。試合開始5分に負傷した選手に代わって出場し、30-17で勝利。マン・オブ・ザ・マッチに選ばれた。
2015年、ワールドカップ2015でプール戦2試合（日本代表戦・サモア代表戦）に出場。9月19日の日本代表戦では32-34で敗れる。
2017年、ストーマーズのキャプテンを務める。
2018年6月9日、イングランド代表戦において、黒人として初めて南アフリカ共和国代表のキャプテンを務めた。
2019年10月、キャプテンとして出場したワールドカップ2019で優勝。決勝戦が代表50キャップ目となった。
2021年、ユナイテッド・ラグビー・チャンピオンシップ（URC）のシャークスに加入。
2021年、ブリティッシュ・アンド・アイリッシュ・ライオンズとの3連戦に、南アフリカ共和国代表のキャプテンとして出場し、2勝1敗で勝利した。
2023年11月、フランス選手権トップ14のラシン92に移籍。
2023年10月、キャプテンとして出場したワールドカップ2023で連覇。
2024年9月8日、ラシン92は 2026年まであった契約を、相互合意のもとで終了すると発表した。ラシン92では、18試合に出場し1トライを得た。
2024年9月9日、1年ぶりにシャークスへ復帰した。

## 受賞歴
- ワールドラグビー男子15人制ドリームチーム:2021年[23]